# Galeruca rufa
Galeruca rufa је врста тврдокрилца из породице буба листара (Chrysomelidae).
Буба је црвенкаста. Када је женка пуна јаја покрилца успевају да покрију свега половину њеног тела. Сматра се да се храни искључиво биљкама из родова Convolvulus и Calystegia. Најчешће се налази на попонцу (Convolvulus arvensis) где може да нанесе озбиљну штету.
Има је у јужној половини Европе, највише налаза је из Италије, Хрватске, Србије и Мађарске. У Србији је чешћа у северној половини земље.